# The Pride of New York
The Pride of New York er en amerikansk stumfilm fra 1917 af Raoul Walsh.

## Medvirkende
- George Walsh som Jim Kelly
- James A. Marcus som Pat Kelly
- William Bailey som Harold Whitley
- Regina Quinn som Mary